# Forging Ahead
Forging Ahead – czwarty album brytyjskiego zespołu  Bad Manners. Ukazał się na rynku w 1982 roku nakładem Magnet Records. Album nagrano w Rockfield Studios (Monmouth, Walia). Producentem albumu był Roger Lomas. Album zajął 78 pozycję na brytyjskiej liście przebojów.

## Spis utworów
- "That'll Do Nicely" - 2:52
- "Salad Bar" - 2:51
- "Tonight Is Your Night" - 3:25
- "Samson and Delilah (Biblical Version)" - 5:18
- "Exodus" (Ernest Gold) - 2:45
- "Got No Brains" - 3:48
- "My Girl Lollipop" (Morris Levy/Johnny Roberts) - 4:59
- "Falling Out of Love" - 3:23
- "Seventh Heaven" - 3:28
- "Educating Marmalade" - 3:16
- "What's Up Crazy Pup" (Van Morrison) - 1:56
- "Your" - 3:49

## Single z albumu
- "Got No Brains" (maj 1982) UK # 44
- "My Girl Lollipop (My Boy Lollipop)" (lipiec 1982) UK # 9
- "Samson and Delilah" (październik 1982)  UK # 58
- "That'll Do Nicely" (kwiecień 1983) UK # 49

## Muzycy
- Buster Bloodvessel - wokal
- Louis Alphonso - gitara
- David Farren - bas
- Martin Stewart - klawisze
- Brian Tuitt - perkusja, instrumenty perkusyjne
- Chris Kane - saksofon
- Andrew Marson - saksofon
- Paul "Gus" Hyman - trąbka
- Winston Bazoomies - harmonijka ustna